# Vireolanius
Vireolanius – rodzaj ptaków z podrodziny wireonków (Vireoninae) w obrębie rodziny wireonkowatych (Vireonidae).

## Zasięg występowania
Rodzaj obejmuje gatunki występujące w Meksyku, Ameryce Centralnej i Ameryce Południowej.

## Morfologia
Długość ciała 13–18 cm; masa ciała 22–35 g.

## Systematyka
Rodzaj zdefiniował w 1850 roku francuski zoolog Karol Lucjan Bonaparte w publikacji swojego autorstwa Conspectus generum avium. Jako gatunek typowy Bonaparte wyznaczył gwizdodzierzbę obrożną (V. melitophrys).

### Etymologia
- Vireolanius: zbitka wyrazowa nazw rodzajów: Vireo Vieillot, 1808 (wireonek) i Lanius Linnaeus, 1758 (dzierzba)[5].
- Smaragdolanius: gr. σμαραγδος smaragdos „szmaragd”; rodzaj Lanius Linnaeus, 1758 (dzierzba)[6]. Typ nomenklatoryczny: Vireolanius pulchellus P.L. Sclater & Salvin, 1859.

### Podział systematyczny
Do rodzaju należą następujące gatunki:
- Vireolanius melitophrys Bonaparte, 1850 – gwizdodzierzba obrożna
- Vireolanius pulchellus P.L. Sclater & Salvin, 1859 – gwizdodzierzba szmaragdowa
- Vireolanius eximius S.F. Baird, 1866 – gwizdodzierzba żółtobrewa
- Vireolanius leucotis (Swainson, 1838) – gwizdodzierzba zmienna